# ビクトリー・ラン!
『ビクトリー・ラン!』は、原作・仲久晃央、作画・秋月めぐるによる日本の漫画作品。『月刊少年チャンピオン』（秋田書店）で1988年9月号から1991年1月号まで連載。

## 概要
日本の架空のプロサッカーリーグを舞台に、ブラジル育ちの主人公が弱小クラブに入団して活躍し、人気低迷の続く日本サッカー界に旋風を起こす姿を描いた。Jリーグ発足前の1980年代後半の作品ながら、サッカーの専門知識に裏付けられた作品と評されている。
原作者の仲久は「日本国内ではFIFAワールドカップや日本サッカーリーグよりも高校サッカーの人気が高い時代に、取材を通じて日本にプロリーグが誕生しようとしていたことやを知り、アルゼンチン代表のディエゴ・マラドーナをイメージとした主人公を軸に作品を描いた」と語っている。

## ストーリー
ブラジル育ちの天才サッカー少年、結城ランが日本に帰国し、各クラブの獲得競争の末に万年最下位クラブのFCファルコンに入団した。結城の加入によりファルコンは連戦連勝の快進撃を見せ、リーグも活気をみせる。そして最終節で首位の東京ユヴェントスと勝ち点、得失点差で並ぶと、優勝の行方はプレーオフへと持ち込まれる事になった。

## 登場人物
結城 ラン（ゆうき ラン）
この物語の主人公。FCファルコン（東京都を本拠地とするクラブ）所属。ポジションはフォワード、ミッドフィールダー。
ブラジルで育ったが、マフィアの家から時計を盗んだことからトラブルになり日本へと渡る。小柄な体格ながら意外性のあるドリブルとゲームメイク能力で相手を翻弄するが、連載当初は味方でノーマークの選手がいても相手守備陣にドリブルを仕掛けパスを回さないなどの自己中心的なプレーが目立っていた。その後、ライバルとの対戦や、SSオリンピック戦での杉本の負傷後に主将を任せられると精神的に成長を見せる。日本国籍とブラジル国籍の二重国籍を持ち、作品の終盤では双方の代表チームから招集されるが、最終的に日本代表を選択した。
富岡 まりん（とみおか まりん）
ランの居候先である、富岡家の次女。FCファルコンの下部組織に所属。
サッカー選手としての能力は高く中学生年代では対抗できる相手がいないほどである。ランとは些細な事で喧嘩を繰り返している。作中で高校へ進学するエピソードがあることから年齢は15歳前後である。
富岡 達郎（とみおか たつろう）
FCファルコンの監督で、富岡まりんの父。往年の日本代表ディフェンダー。
場当たり的な采配が予想外の結果を生んでも自分の都合良く解釈をする性格の持ち主。結城イサムとは古い知人であるが、弱みを握られているため頭が上がらない。美空ひばりのファン。実はヅラである。
結城 イサム（ゆうき イサム）
結城ランの父親。現役時代のポジションはフォワード。
現役時代は日本代表候補にも選ばれた選手だが、豪放磊落な性格が災いして日本サッカー界を永久追放され、14年前にブラジルへ渡っていた。ランの後を追って日本に戻り、親子で富岡家に居候している。
杉本（すぎもと）
FCファルコン所属。ポジションはミッドフィールダー。
ファルコンの主将を務める選手で、攻守の要であり精神的支柱となっている選手。SSオリンピック戦前に日本代表候補にも選出されたが、この試合で重傷を負い、キャプテンマークをランに託した。
浅香 大（あさか ひろし）
FCファルコン所属。ポジションはミッドフィールダー（ウイングバック）
高校時代に超ロングシュートを決めて話題となり東京ユヴェントスへ入団したが、協調性の無さと、ロングシュートがまぐれであった事がバレると直ぐにFCファルコンにトレードされた。主人公とは日頃から喧嘩を繰り返しているが、実戦となると何故かウマが合っている。
大葉 洋二（だいば ようじ）
東京ユヴェントス（東京都を本拠地とするクラブ）所属。ポジションはゴールキーパー。主人公の宿命のライバル。
高校時代から将来を嘱望され女性の人気が高いが、かなり世間ズレした性格をしている。プロ入り後にブラジル留学を経験したがランとは当時から因縁の相手であり、最初のFCファルコンとの対戦後にアマゾンの奥地で修行を積み、ゴールキーパーとしての高い実力を身につけた。
不良津 令二（ふらつ れいじ）
インターウォール（茨城県つくば市を本拠地とするクラブ）所属の選手兼任監督。ポジションはディフェンダー（リベロ）。
ブンデスリーガでの優勝経験があり、冷静沈着なプレースタイルから「東洋のコンピューター」の異名で呼ばれた。味方の選手達をチェスの駒の様に考えており、自分の要求を満たさない選手には冷徹に振舞う。
ミシェル・ジュール
SSオリンピック（神奈川県横浜市を本拠地とするクラブ）所属のフランス人選手。ポジションはフォワード。22歳。
かつてはプラティニ2世とも呼ばれたが、女性問題から母国を追われ日本でプレーをしている。
トマス・リンク
SSオリンピック所属のドイツ人選手。ポジションはミッドフィールダー。30歳。
相手を故意に挑発し試合を荒れさせることで忌み嫌われる選手。ドイツ国内で『ブンデスリーガの懲りない面々』と題した暴露本を出版したことから問題となり永久追放処分を受けた。
グスタボ・ガド
SSオリンピック所属のウルグアイ人選手。ポジションはディフェンダー。29歳。
ウルグアイリーグでは「殺し屋」の異名で恐れられていたが、有望選手を何人も潰したことから追放された。
華吹雪 菊千代（はなふぶき きくちよ）
東海セントラル（東海地方を本拠地とするクラブ）所属。ポジションはディフェンダー。
17歳の現役高校生選手。スイーパーとしての冷静な読みと俊敏な動きのオーバーラップが特徴。実家は華道の家元で端正な容姿の持ち主だが、実は同性愛者である。

## 用語
日本プロサッカーリーグ
ワールドカップ開催を控えた日本サッカー界が人気獲得の起爆剤として立ち上げたサッカーリーグ（通称JPSL）。創設から2年が経過したが、一部の人気チームを除いて世間の関心は低く、活躍するのは助っ人外国人ばかり、スタジアムは閑古鳥が鳴く有様である。
FCファルコン
東京都を本拠地とするサッカークラブ。ホームスタジアムは国立霞ヶ丘競技場陸上競技場。練習場は石神井にある。
初登場時はリーグのお荷物チームであり、記者から「川崎球場よりお客の入りが悪い」と評される不人気ぶりだった。
東京ユヴェントス
東京都を本拠地とするサッカークラブ。ホームスタジアムは国立西が丘サッカー場を改装した「ウェスト・ヒルズ・スタジアム」。リーグ屈指の強豪チーム。
インターウォール
茨城県つくば市を本拠地とするサッカークラブ。ホームスタジアムは全天候型のドーム球場。
クラウニング・フォーメーション
選手に針の穴を通すようなパスの正確性を求めているインターウォールが得意とする戦術。相手の逆を突くパスコースやポジショニングをあらかじめコンピュータで割り出し、ワンタッチの素早いパス回しで相手にプレスをかける余裕を与えずにゴール前まで迫る。
SSオリンピック
神奈川県横浜市を本拠地とするサッカークラブ。在籍する全選手が外国人で構成される異色のチーム。
FIFAワールドカップ
国際サッカー連盟 (FIFA) が主催する国際大会。作中では欧米並みの人気と実力を獲得することを目的にアジア初のワールドカップとして日本が招致したことになっており、静岡県清水市に新設された10万人収容のスタジアムで開幕戦と決勝戦が行われる。

## 書誌情報
- 原作・仲久晃央、作画・秋月めぐる 『ビクトリー・ラン!』秋田書店〈少年チャンピオン・コミックス〉、全7巻

1. 第1巻 1989年2月発売 ISBN 978-4253040938
2. 第2巻 1989年6月発売 ISBN 978-4253040945
3. 第3巻 1989年12月発売 ISBN 978-4253040952
4. 第4巻 1990年5月発売 ISBN 978-4253040969
5. 第5巻 1991年1月発売 ISBN 978-4253040976
6. 第6巻 1991年4月発売 ISBN 978-4253040983
7. 第7巻 1991年5月発売 ISBN 978-4253040990